# Mary Tavy
Mary Tavy – wieś w Anglii, w hrabstwie Devon, w dystrykcie West Devon. Leży 44 km na zachód od miasta Exeter i 298 km na zachód od Londynu. Miejscowość liczy 600 mieszkańców.